# Kommunalborgmästare
Kommunalborgmästare var titel för en chefstjänsteman i svenska städer utan egen jurisdiktion, så kallad stad under landsrätt, och som således inte hade någon rådhusrätt och magistrat och därmed ingen borgmästare. Kommunalborgmästaren valdes av stadsfullmäktige. I samband med förberedelserna inför införandet av enhetlig kommuntyp utan åtskillnad på de olika kommuntyperna stad, köping och landskommun, som genomfördes i samband med kommunreformen 1971 avskaffades magistraterna 1965 samtidigt som polisväsendet helt överfördes till statligt huvudmannaskap. Då avskaffades även kommunalborgmästarbefattningarna.